# .22溫徹斯特麥格農
.22温彻斯特麦格农（.22 Winchester Magnum Rimfire cartridge，简称.22 WMR），也称5.6×27mmR或.22马格南（.22 Magnum），是一种从.22 LR基础上发展而来的凸缘式底火子弹。

## 歷史與發展
.22WMR是在1959年由溫徹斯特連發武器公司(Winchester)所發出來的，但是在Winchester本身的產品線上，是直到1960年才有Winchester Model 61手拉式來福槍可以使用該彈藥。第一把可以使用.22WMR的槍枝是1959年推出的Marlin Model 57M，因為該槍的設計上很容易修改以適應該種更強力彈藥。
在Winchester 61推出後，陸續又有S&W、Ruger等公司推出使用該彈藥的左輪槍。Savage公司更推出使用兩種彈藥(.22/410)的M24以及M42步槍。另一家Chiappa Firearms也在旗下的Double Badger系列步槍/散彈槍上使用了前述的雙彈藥組合。.22WMR也被少數幾種特殊設計的自動手槍，如自動馬格南II型、Kel-Tec PMR-30、格倫德爾P30所採用。
.22WMR可說是在20世紀推出的凸緣彈藥中，唯一獲得成功的商品。

## 尺寸和裝填
.22 WMR彈殼的直徑和長度相比較多人使用的.22 LR要大，是.22WRF的加長版，由於使用更多的火藥和更高的壓力，因此彈頭速度最高可超過2,300 ft/s（700 m/s）。步槍使用40格令（2.6克）的彈頭射擊時速度為1,875英尺/秒（572米/秒），而手槍速度為1,500英尺/秒（460米/秒）。.22 WMR的子彈不能用在.22 LR的槍内，因為.22 LR的膛室尺寸不足；不過使用.22 WMR的槍擊發.22 LR子彈也不安全，因为.22 LR的弹壳会因为太短导致漏气。

## 使用
.22 WMR在.22步槍使用相同的重量子彈時，.22 WMR子彈通常具有更長的射程和更好的穿透性。在100碼(91m)的距離時，.22WMR的動能仍比剛離開槍口的.22LR高出50%。

## 彈藥
儘管經常聲明，除了特別為.22 WMR特別設計的槍支外，不得使用在任何槍支上。即使槍支為.22 WRF也不合適，而且槍膛尺寸也不同，不能保證是安全和能百分百能擊發
。雖然.22 WMR比.22LR更強，但是.22 WMR彈藥並沒有在零售商店廣泛銷售，.22 WMR彈藥不一定很容易找到，但是幾乎每個彈藥零售商都有.22 LR子彈庫存，此外，.22 WMR幾乎比所有.22 LR更昂貴，它的價格成為消耗大量彈藥的重要考慮因素。

## 使用槍枝
- 自動馬格南II型半自動手槍
- 格倫德爾P30半自動手槍
- Kel-Tec PMR-30半自動手槍

## 相关资讯
- 步槍子彈列表
- 麦格农子弹